# Площадь Советов (Улан-Удэ)
Пло́щадь Сове́тов (бур. Зүблэлтэ талмай) — парадная, центральная площадь города Улан-Удэ. Нагорная площадь старого Верхнеудинска. Размеры — 240×130 метров. Площадь — 3,12 га.

## История

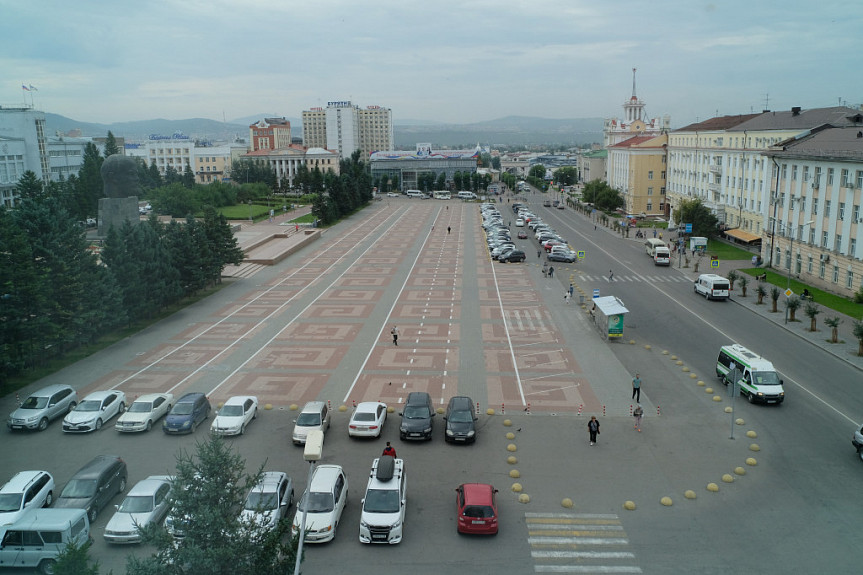
Вид Площади Советов сверху.

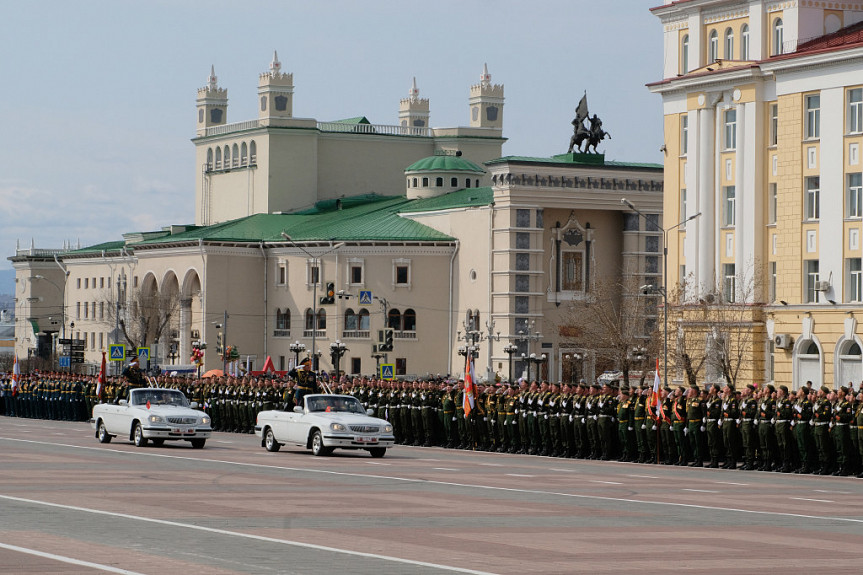
Военный парад на Площади Советов. Улан-Удэ. 9 мая 2021 года

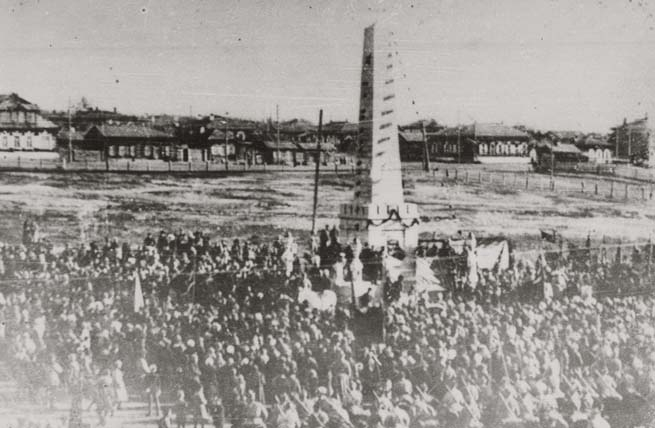
Памятник «Борцам, павшим за коммунизм в 1918—1920 годы» — архитектор А. С. Котов. Фото 1928 г.

В 1741 году началось строительство Одигитриевского собора — первого каменного здания в Верхнеудинске. От собора на север к Нагорной площади прокладывается Большая улица — центральная улица города. На площади начинались Иркутский и Читинский тракты. Улица, идущая по Иркутскому тракту, называлась Иркутской (современная улица Ранжурова). Улица, идущая по Читинскому тракту, называлась Читинской (современная улица Ербанова).

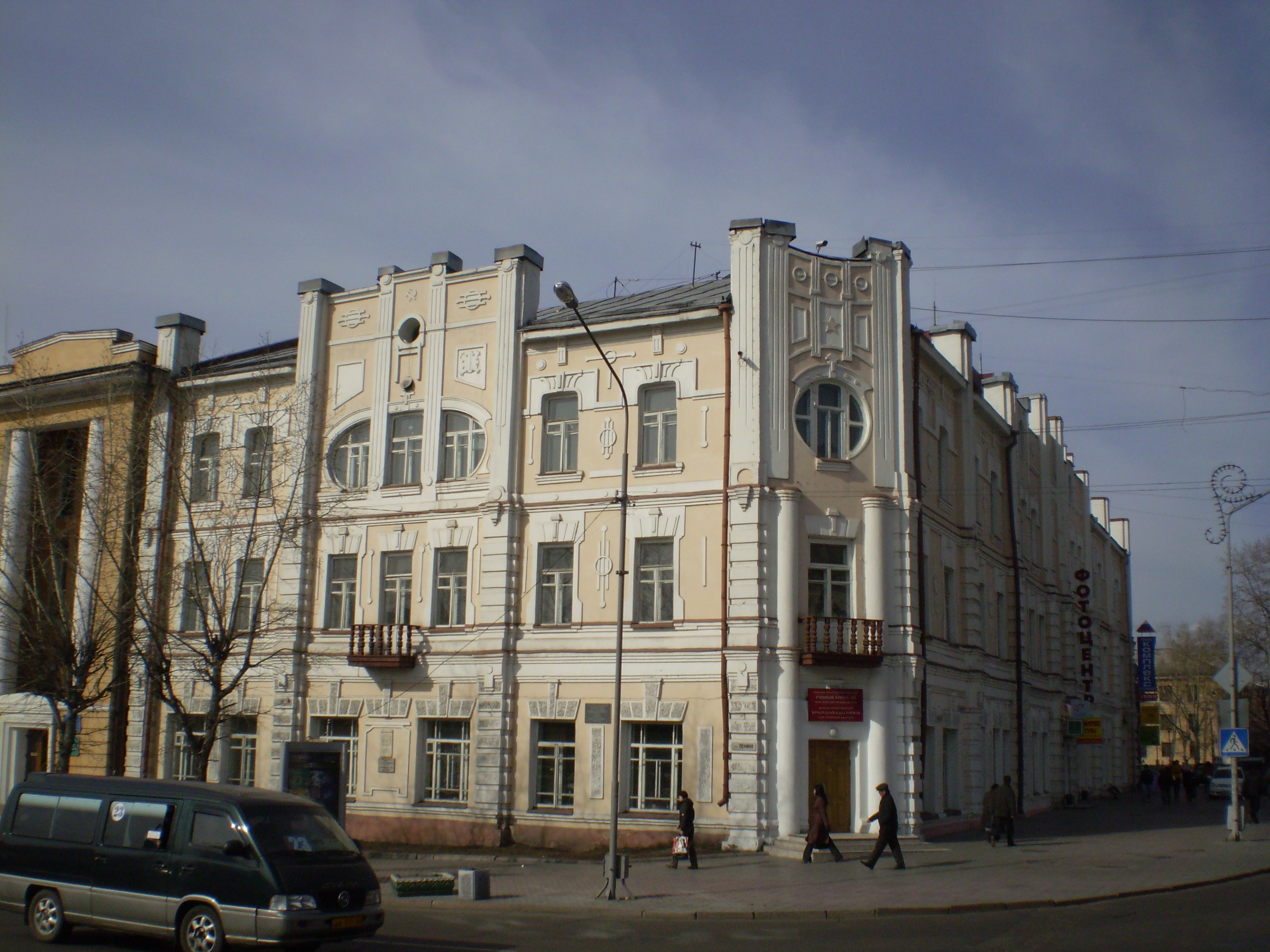
Дом С. И. Розенштейна

В конце XIX века западная часть площади была застроена деревянными жилыми домами. Ряд домов заканчивался трёхэтажным каменным домом купца Самуила Иосифовича Розенштейна, построенным в начале XX века. Дом Розенштейна стал первым в городе гражданским трёхэтажным зданием и первым зданием в стиле модерн. В 1905 году в доме Розенштейна непродолжительное время работал, переведённый из Владивостока, Восточный институт. В здании с 1909 года размещалось Верхнеудинское общественное собрание и театр на 252 места. В год давалось около сорока спектаклей. В ноябре 1923 года в здании начал работать Бурпедтехникум. Сейчас здесь находится факультет иностранных языков Бурятского государственного университета.

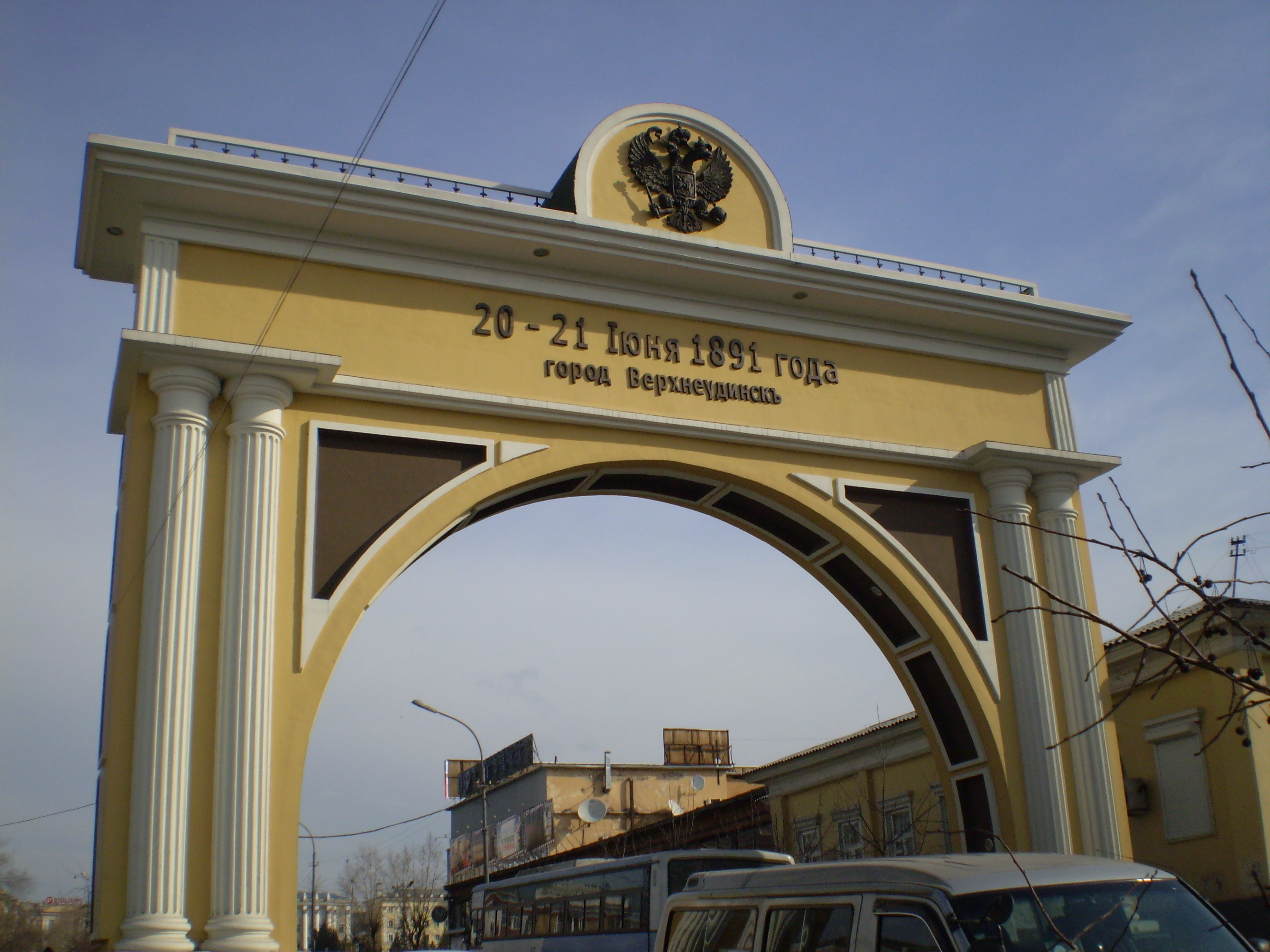
Арка в честь визита цесаревича Николая (реконструкция 2006 г.)

20 — 21 июня 1891 года через город Верхнеудинск проезжает цесаревич Николай Александрович. По этому случаю в начале Большой улицы на выезде с Нагорной площади была построена деревянная арка по проекту Николая Августовича Паува. На фронтоне было написано Его Императорскому высочеству Государю Наследнику Цесаревичу Николаю Александровичу, а с другой стороны — дата визита 20 — 21 iюня 1891 года, городъ Верхнеудинскъ. Арку снесли в 1936 году. В 2006 сооружение было восстановлено по старым чертежам, но уже в камне, практически на прежнем месте.
В центре площади планировалось построить храм во имя Святого Иоанна Крестителя на 700 человек.  В сентябре 1906 года верхнеудинский мещанин, почётный гражданин Верхнеудинска Пётр Аввакумович Фролов оставил по завещанию 100 тысяч рублей на строительство собора. В декабре 1907 года «В Верхнеудинске организован Комитет для сооружения храма в честь св. Иоакинфа.  12 сентября 1908 года было принято решение Верхнеудинской Городской Думы об отводе духовному ведомству на Нагорной площади участка размером 25×30 саженей для строительства пятиглавого, однопрестольного храма во имя Святого Иоанна Крестителя, рассчитанного на 700 молящихся. 
8 февраля 1921 года Верхнеудинский горнарревком Нагорную площадь переименовал в Университетскую площадь и отдал весь участок Прибайкальскому народному университету «для устройства сада и огорода при условии ведения на ней образцового хозяйства на основах науки». 
В начале 1920-х годов на площади был пустырь и стадион профсоюзов. Позже был разбит большой сквер — городской сад. 14 октября 1923 года постановлением Ревкома БМ АССР городской сад переименован в «Сад комсомольца».
В 1923 году Бурпрофсовет открыл на площади памятник «Борцам за свободу». На строительство памятника было собрано 5347 руб. 79 коп. В итоге было потрачено 6402 руб. 70 коп. Верхнеудинский стеклоделательный завод отлил для памятника 8 колпаков, профтехшкола отлила герб, Селенгинское госпароходство предоставило 16 аршин цепей. Инженерная дистанция пожертвовала 87 ступеней. На памятнике были сделаны надписи на русском и бурятском языках. В 1926 — 1928 году на площади вместо старого памятника был построен гранитный памятник «Борцам, павшим за коммунизм в 1918—1920 годы» по проекту архитектора А. С. Котова.

Памятник В.И. Ленину и Дом Советов

29 октября 1927 года ЦИК и СНК Бурятской-Монгольской АССР объявили конкурс проектов на строительство «Дома Советов». Конкурс завершился 21 марта 1928 года. На рассмотрение было представлено 27 проектов. Первая премия 4 тысячи рублей была присуждена проекту «Туз» ленинградского архитектора А. А. Оля. Вторая премия присуждена проекту «Чёрный полукруг» ленинградских архитекторов Е. А. Троцкого, С. Н. Козака и Е. А. Левинсона. Третья премия присуждена проекту «Жёлтый квадрат» архитектора А. Д. Крячкова.
По окончании строительства Дома Советов в 1931 году Нагорная площадь стала называться Площадью Советов.
В советское время застраивается предгорная равнина. По генеральным планам застройки города 1947—1950 годов (институт «Ленгипропор», архитектор С. Л. Пермут) и 1964 года (архитектор Л. Н. Путерман) создан новый центр с площадью Советов и площадью Революции, соединёнными улицей Ленина.

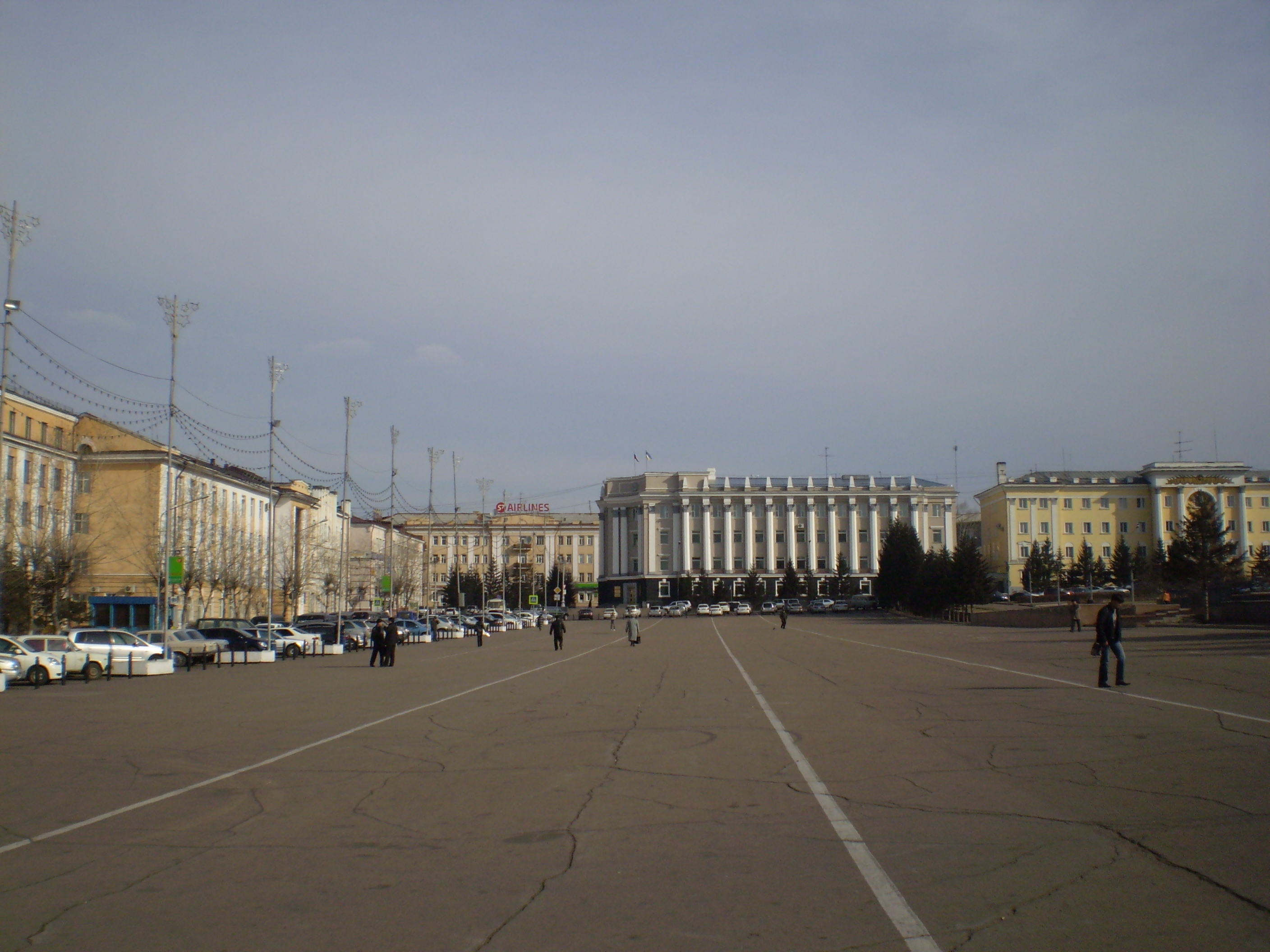
Площадь Советов. Западная сторона.

В советское время на площади были построены:
- 1928—1931 гг. — Дом Советов, архитектор Андрей Оль;
- 1936—1939 гг. — здание гостиницы (архитекторы Рожин и Либкинд) (ныне гостиница "Байкал-Плаза");
- 1939—1941 гг. — здание Обкома КПСС Бурят-Монгольской АССР (Бурятской АССР) (инженер-архитектор В.А. Сидоров), (ныне здание Народного Хурала Республики Бурятия);
- вторая половина 1930-х гг. — Главный почтамт; здание народного комиссариата внутренних дел (ныне здание управления ФСБ России по Бурятии); 4-х этажный жилой дом (ул. Ленина, д. 63).
- 1945—1952 гг. — Театр оперы и балета, архитектор А. Н. Фёдоров;
- 1952—1955 гг. — Дом политического просвещения, архитектор Людвиг Минерт;
- 1955—1959 гг. — Дом радио, архитектор Людвиг Минерт;
- 1955—1959 гг. — здание «Забайкаллеса», архитектор Людвиг Минерт;
- 1956—1960 гг. — здание Геологоуправления;
- 1963—1966 гг. — здание кинотеатра «Прогресс» и ЗАГСа, архитекторы Андрей Вампилов и М. Н. Меньшиков;
- 1965—1968 гг. — здание Совета Министров Бурятской АССР, архитекторы Андрей Вампилов и А. Я. Галяутдинов.

К 100-летию со дня рождения Владимира Ленина была проведена реконструкция площади. На площадь Революции был перенесён памятник «Борцам, павшим за коммунизм в 1918—1920 годы». Сквер снесли, площадь заасфальтировали. На освободившемся месте, в восточной части площади, в 1970—1971 году был установлен памятник В. И. Ленину. Скульпторы Георгий Нерода, Юрий Нерода, архитекторы Алексей Душкин, Павел Зильберман. Вес памятника 42 тонны, высота 13,5 метров.
В 2006 году была восстановлена арка «Царские ворота», посвящённая приезду цесаревича Николая Александровича 20–21 июня 1891 года.

## Памятники архитектуры
- Здание обкома КПСС, ул. Ленина 54 (64) — 1938—1941 год. Архитектор В. Сидоров.
- Дом Советов. — 1928—1931 год. архитектор А. А. Оль.

## Памятники монументального искусства
- Памятник В. И. Ленину. 1971 год. Скульпторы Г.В Нерода, Ю. Г. Нерода, архитекторы А. Н. Душкин, П. Г. Зильберман.

## Галерея

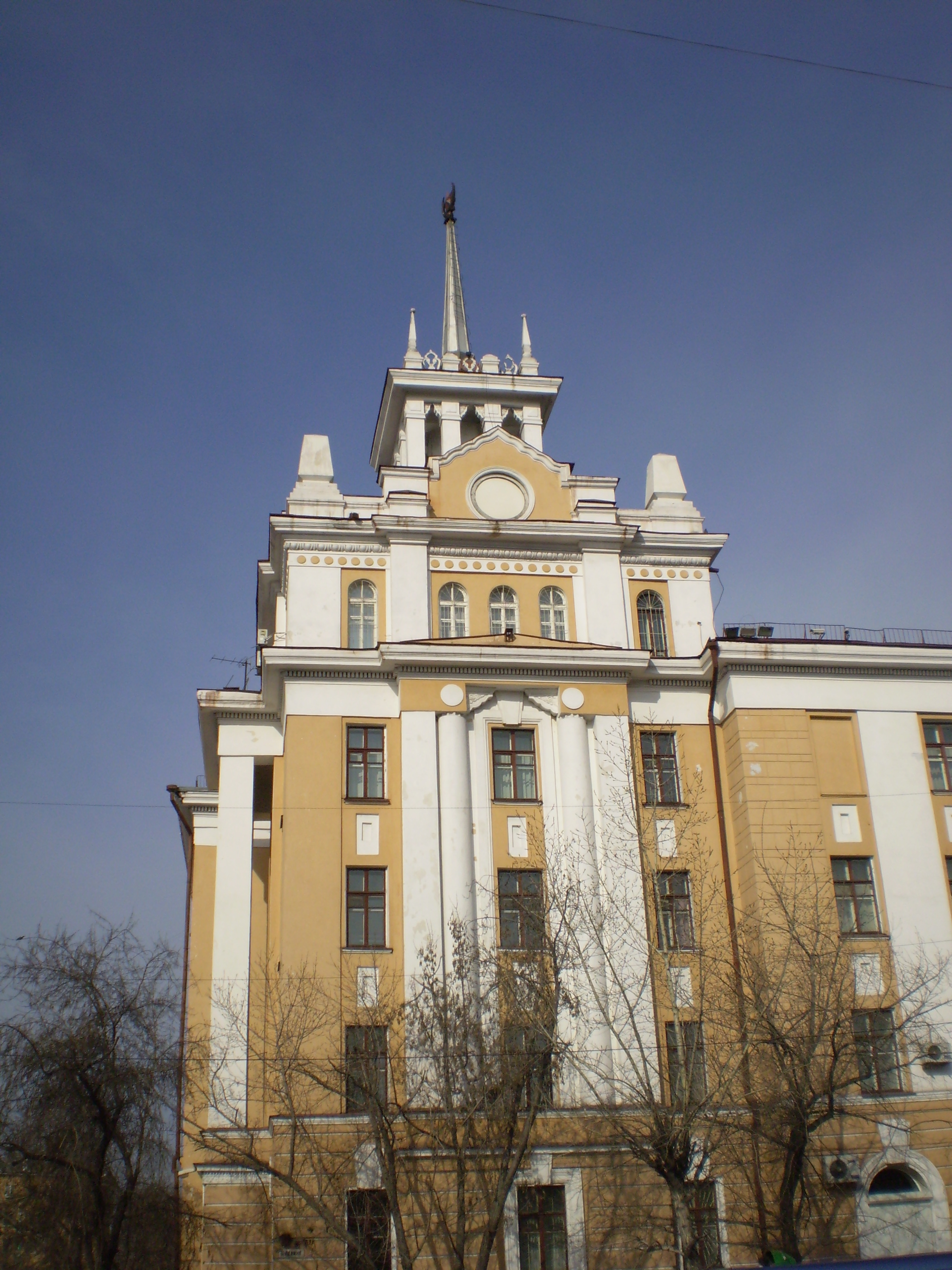
Здание Бурятского комитета радиовещания (Дом радио)
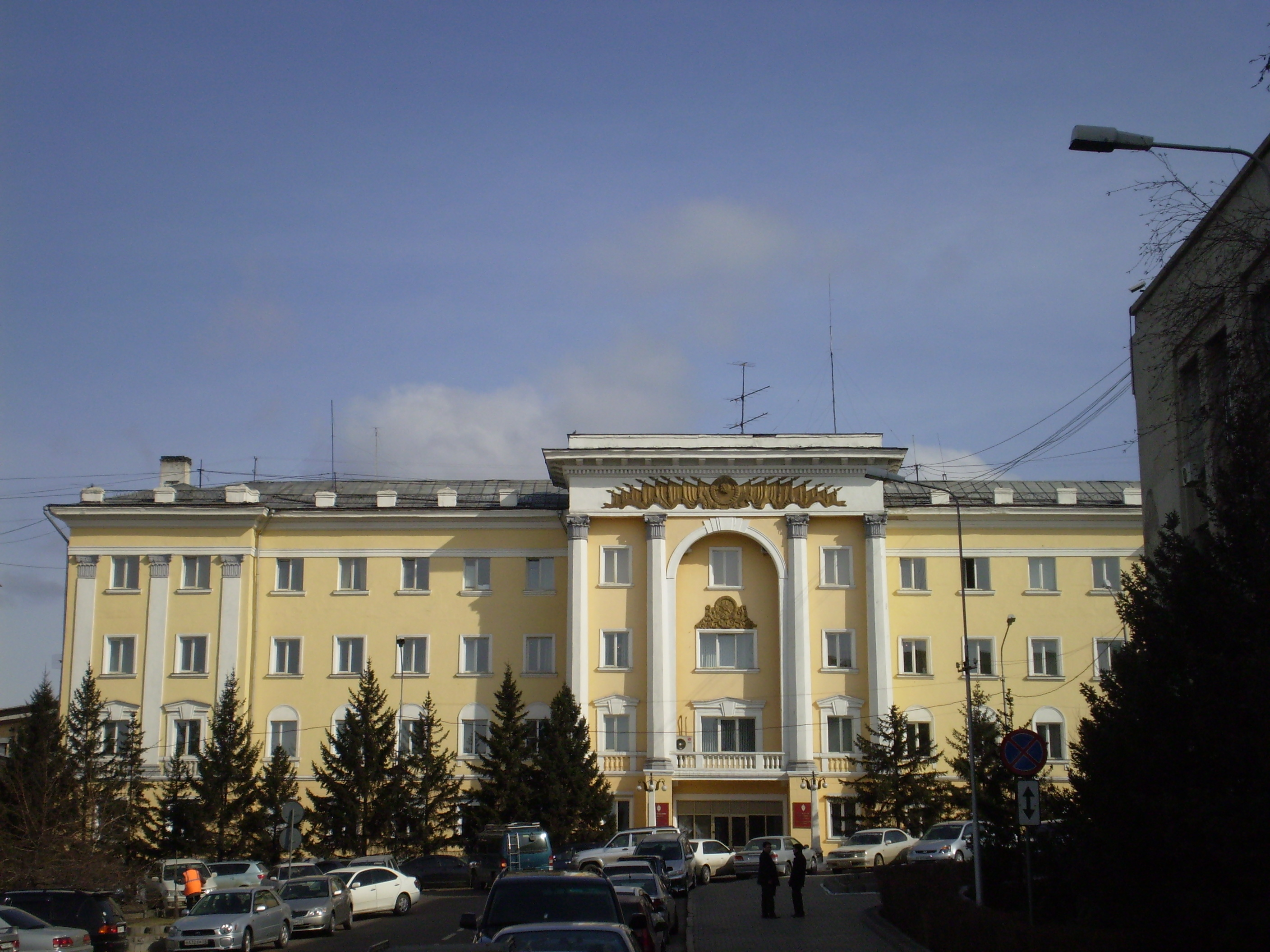
Здание ФСБ по Бурятии
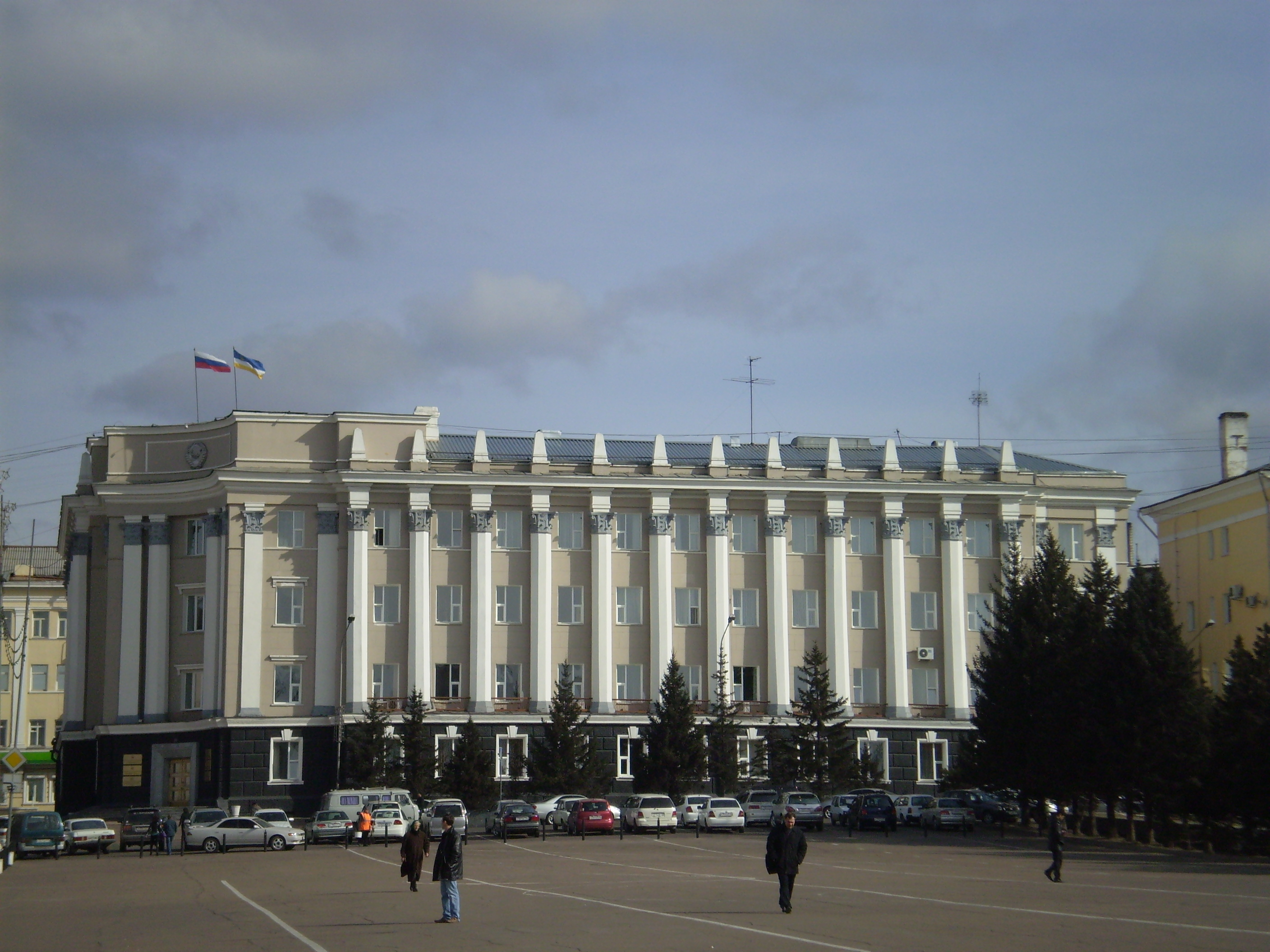
Здание Народного Хурала Республики Бурятия
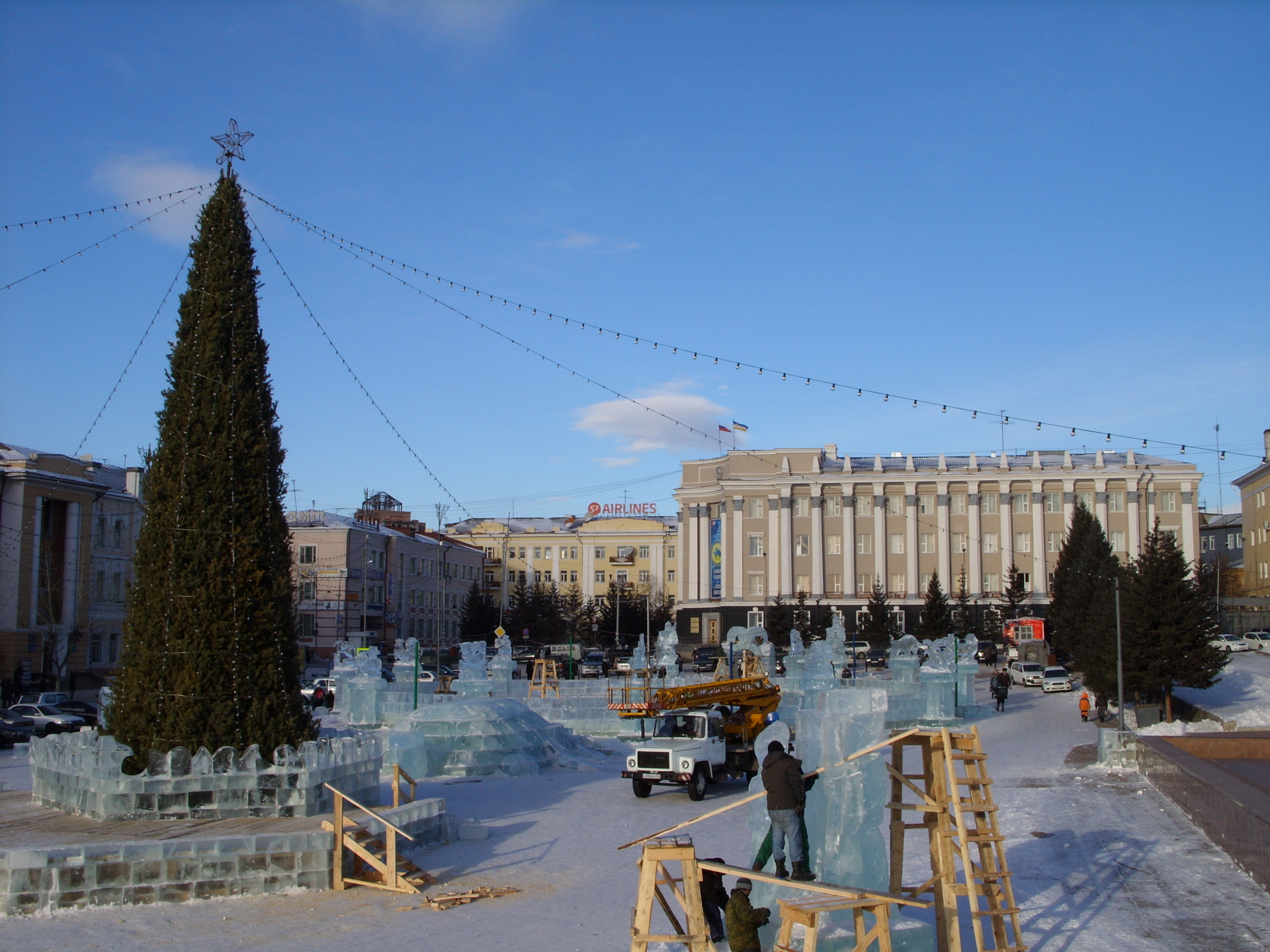
Новогодние приготовления на площади